# Стримба (Подільський район)
Стри́мба — село Кодимської міської громади у Подільському районі Одеської області, Україна.

## Походження назви
Назва походить від молдавське слово «стримба», означає «крива».

## Історія
Село засноване у 2 половині 18 ст.
За адміністративним поділом 16 — 18 ст. — Брацлавське воєводство.
За адміністративним поділом 19 ст. — Балтський повіт.
За адміністративним поділом 20 ст. — Кодимський район.
Під час організованого радянською владою Голодомору 1932—1933 років померло щонайменше 45 жителів села.
19 липня 2020 року, в результаті адміністративно-територіальної реформи і ліквідації Кодимського району, село увійшло до складу новоутвореного Подільського району.

## Населення
Згідно з переписом УРСР 1989 року чисельність наявного населення села становила 332 особи, з яких 127 чоловіків та 205 жінок.
За переписом населення України 2001 року в селі мешкало 298 осіб.

### Мова
Розподіл населення за рідною мовою за даними перепису 2001 року:
| Мова            | Кількість | Відсоток |
| --------------- | --------- | -------- |
| українська      | 298       | 98.68%   |
| румунська       | 2         | 0.66%    |
| інші/не вказали | 2         | 0.66%    |
| Усього          | 302       | 100%     |

## Уродженці села
- Кушнір В'ячеслав Григорович — голова правління Одеської обласної організації НСКУ, декан історичного факультету Одеського національного університету імені І. І. Мечникова, кандидат історичних наук.
- Лановий Василь Семенович — народний артист СРСР (1985) та Російської Федерації українського походження.